# Saxifraga pardanthina
Saxifraga pardanthina är en stenbräckeväxtart som beskrevs av Hand.-mazz.. Saxifraga pardanthina ingår i Bräckesläktet som ingår i familjen stenbräckeväxter. Inga underarter finns listade i Catalogue of Life.